# Wereldkampioenschappen judo 1985
De Wereldkampioenschappen judo 1985 waren de 13de editie van de Wereldkampioenschappen judo. Deze editie werd gehouden in Seoul van 26 tot 29 september 1985. 

## Medaillewinnaars

### Mannen
| Gewichtsklasse | Goud               | Zilver          | Brons                                  |
| -------------- | ------------------ | --------------- | -------------------------------------- |
| – 60 kg        | Shinji Hosokawa    | Peter Jupke     | Tamas Bujko Khazret Tletseri           |
| – 65 kg        | Yury Sokolov       | Lee Kyung-keun  | Stefen Gawthorpe Yoshiyuki Matsuoka    |
| – 71 kg        | Ahn Byeong-keun    | Michael Swain   | Wieslaw Blach Steffen Stranz           |
| – 78 kg        | Nobutoshi Hikage   | Torsten Bréchôt | Neil Adams Vladimir Chestakov          |
| – 86 kg        | Peter Seisenbacher | Georgi Petrov   | Fabien Canu Vitali Pesniak             |
| – 95 kg        | Hitoshi Sugai      | Ha Hyoung-zoo   | Gunther Neureuther Robert Van de Walle |
| + 95 kg        | Cho Yong-Chul      | Hitoshi Saito   | Gregori Veritchev Dimitar Zaprianov    |
| Open           | Yoshimi Masaki     | Mohamed Rashwan | Khabil Biktachev Willy Wilhelm         |

## Medaillespiegel
| Plaats | Land                           | Goud | Zilver | Brons | Totaal |
| 1      | Japan                          | 4    | 1      | 1     | 6      |
| 2      | Zuid-Korea                     | 2    | 2      | 0     | 4      |
| 3      | Sovjet-Unie                    | 1    | 0      | 5     | 6      |
| 4      | Oostenrijk                     | 1    | 0      | 0     | 1      |
| 5      | West-Duitsland                 | 0    | 1      | 2     | 3      |
| 6      | Bulgarije                      | 0    | 1      | 1     | 2      |
| 7      | Egypte                         | 0    | 1      | 0     | 1      |
| 7      | Verenigde Staten               | 0    | 1      | 0     | 1      |
| 7      | Duitse Democratische Republiek | 0    | 1      | 0     | 1      |
| 10     | Verenigd Koninkrijk            | 0    | 0      | 2     | 2      |
| 11     | Polen                          | 0    | 0      | 1     | 1      |
| 11     | Frankrijk                      | 0    | 0      | 1     | 1      |
| 11     | België                         | 0    | 0      | 1     | 1      |
| 11     | Hongarije                      | 0    | 0      | 1     | 1      |
| 11     | Nederland                      | 0    | 0      | 1     | 1      |
| Totaal | Totaal                         | 8    | 8      | 16    | 32     |